# Сюй Аньці
Сюй Аньці  (кит.: 许安琪, 23 січня 1992) — китайська фехтувальниця, олімпійська чемпіонка.

## Виступи на Олімпіадах
| Олімпіада   | Дисципліна      | Місце |
| ----------- | --------------- | ----- |
| Лондон 2012 | шпага, командні | 1     |
| Ріо 2016    | шпага, особисті | 17    |
| Ріо 2016    | шпага, командні | 2     |